# Condado de Christian (Kentucky)
El condado de Christian (en inglés: Christian County) es un condado en el estado estadounidense de Kentucky. En el censo de 2000 el condado tenía una población de 72.265 habitantes. Forma parte del área metropolitana de Clarksville. La sede de condado es Hopkinsville. El condado fue fundado en 1797 y fue nombrado en honor al coronel William Christian, quien luchó en la Guerra de Independencia de los Estados Unidos. Jefferson Davis nació en el condado.

## Geografía
Según la Oficina del Censo, el condado tiene un área total de 1.875 km² (724 sq mi), de la cual 1.867 km² (721 sq mi) es tierra y 8 km² (3 sq mi) (0,37%) es agua.

### Condados adyacentes
- Condado de Hopkins (norte)
- Condado de Muhlenberg (noreste)
- Condado de Todd (este)
- Condado de Montgomery, Tennessee (sureste)
- Condado de Stewart, Tennessee (suroeste)
- Condado de Trigg (oeste)
- Condado de Caldwell (noroeste)

## Demografía
En el  censo de 2000, hubo 72.265 personas, 24.857 hogares y 18.344 familias residiendo en el condado. La densidad poblacional era de 100 personas por milla cuadrada (39/km²). En el 2000 había 27.182 unidades unifamiliares en una densidad de 38 por milla cuadrada (15/km²). La demografía del condado era de 69,92% blancos, 23,73% afroamericanos, 0,52% amerindios, 0,91% asiáticos, 0,32% isleños del Pacífico, 2,23% de otras razas y 2,37% de dos o más razas. 4,83% de la población era de origen hispano o latino de cualquier raza. 
La renta promedio para un hogar del condado era de $31.177 y el ingreso promedio para una familia era de $35.240. En 2000 los hombres tenían un ingreso medio de $25.063 versus $20.748 para las mujeres. La renta per cápita para el condado era de $14.611 y el 15,00% de la población estaba bajo el umbral de pobreza nacional.

## Ciudades y pueblos
| - Crofton - Fairview - Fearsville | - Fort Campbell North - Gracey - Hopkinsville | - LaFayette - Oak Grove - Pembroke | - Kelly |